# Géza Toldi
Géza Toldi (11. februar 1909 – 16. august 1985) var en ungarsk fodboldspiller og træner, som vandt det danske mesterskab i fodbold med AGF i 1955, 1956 og 1960.
Toldi havde en usædvanlig international fodboldkarriere, han begyndte sin fodboldkarriere i klubben Ferencvárosi TC og debuterede på det ungarske fodboldlandshold i 1929. I debutkampen mod Schweiz den 14. april scorede Toldi sejrsmålet i 5-4 sejren på Wankdorf Stadion i Bern.
I alt opnåede han 46 landskampe og scorede 25 mål for Ungarn i perioden 1929-40. Han var topscorer i den ungarske liga i sæsonen 1933-34, og var anfører for landsholdet i 1936. Han deltog også i VM-slutrunderne i 1934 og 1938. Ved VM i 1934 scorede Géza Toldi to mål i Ungarns kamp mod Egypten. Ved VM i 1938 scorede han et mål i Ungarns første kamp mod Hollandsk Ostindien (nuværende Indonesien), og spillede også i semifinalen mod Sverige . Géza Toldi blev dog vraget til finalen mod Italien, som Ungarn tabte.
Geza Toldi måtte slutte sin aktive fodboldkarriere på grund af en knæskade.
I det civile liv arbejdede Toldi som assistent ved skattevæsenet i Budapest. Under 2. verdenskrig var han indkaldt til den ungarske hær og havde rang af løjtnant. Efter krigen kom Géza Toldi til Finland hvor han var fodboldtræner hos klubben Vaasan Palloseura som han førte til mesterskab i 1948.
Første gang Géza Toldi kommer til Danmark er i 1951, hvor han i forårssæsonen 1950-51 fører OB fra sidstepladsen til 2. pladsen i 1. division, dengang den bedste række i dansk fodbold. Efter sæsonen 1953-54 flytter han til AGF hvor han er træner de følgende to sæsoner 1954-55 og 1955-56. Det gav klubben de to første mesterskaber og AGF blev vinder af pokalturneringen i 1954-55. Efter uoverensstemmelse med AGF's fodboldformand forlod Geza Toldi AGF kort før sæsonen 1956-57 begyndte.
I perioden efter AGF arbejdede Toldi som træner i Egypten og Sverige inden han blev træner for det belgiske fodboldlandshold i 6 kampe fra 27. oktober 1957 til 28. maj 1958. Han var efterfølgende træner for K. Berchem Sport i den bedste belgiske division i sæsonerne 1958-59 og 1959-60.
Géza Toldi vendte tilbage til AGF i 1960 og førte klubben frem til et nyt mesterskab og nye pokaltriumfer samme år og i 1961. I 1964 forlod han igen AGF. Denne gang pga. uenighed om sin kontrakt. 
I 1968 var Géza Toldi tilbage som træner i den bedste række. Det blev til to sæsoner i spidsen for B 1909 , indtil klubben rykkede ned i 1969. Efterfølgende vendte Géza Toldi tilbage til Aarhus og blev træner for 3. divisionsklubben Skovbakken. Han var også træner for Viby IF og Brædstrup IF ind han sluttede sin trænerkarriere i 1975.

## Titler som spiller
- VM i fodbold
  - Sølv (1): 1938
- Ungarske mesterskab
  - Vinder (4): 1927-28, 1931-32, 1933-34, 1937-38
- Mitropa Cup
  - Vinder (2): 1928, 1937

## Titler som træner
- Danmarksmesterskabet
  - Vinder (3): 1955, 1956 og 1960
  - Sølv (2): 1951, 1964
  - Bronze (2): 1953, 1962
- Pokalturneringen Danmark:
  - Vinder (3): 1954–55, 1959-60, 1960–61
- Mesterskabsrækken Finland:
  - Vinder (1): 1948
  - Sølv (1): 1949